# Stankuny
Stankuny – wieś w Polsce położona w województwie podlaskim, w powiecie suwalskim, w gminie Wiżajny.
W latach 1975–1998 miejscowość administracyjnie należała do województwa suwalskiego.

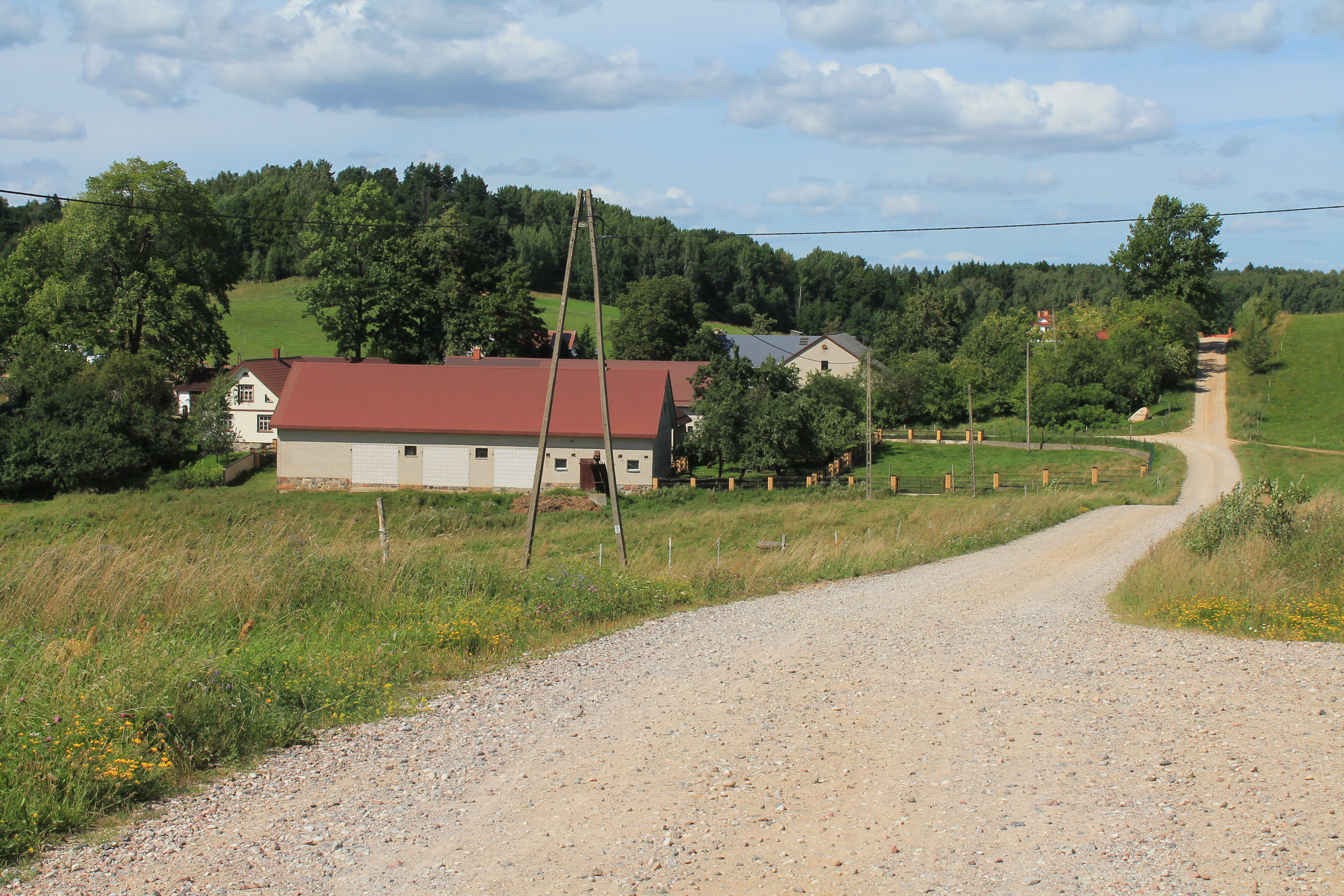
Zabudowa wzdłuż drogi gruntowej
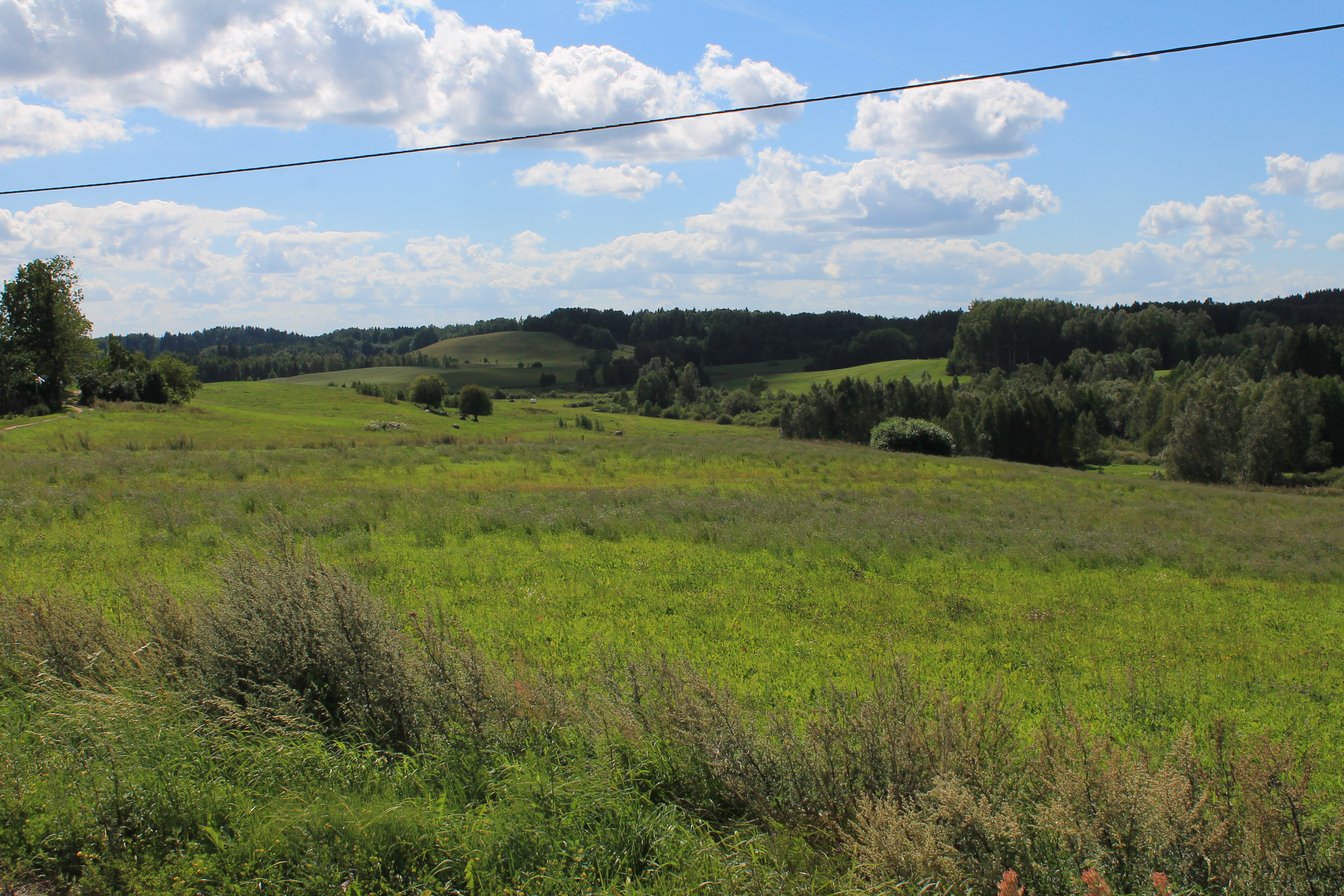
Widok na Góry Sudawskie
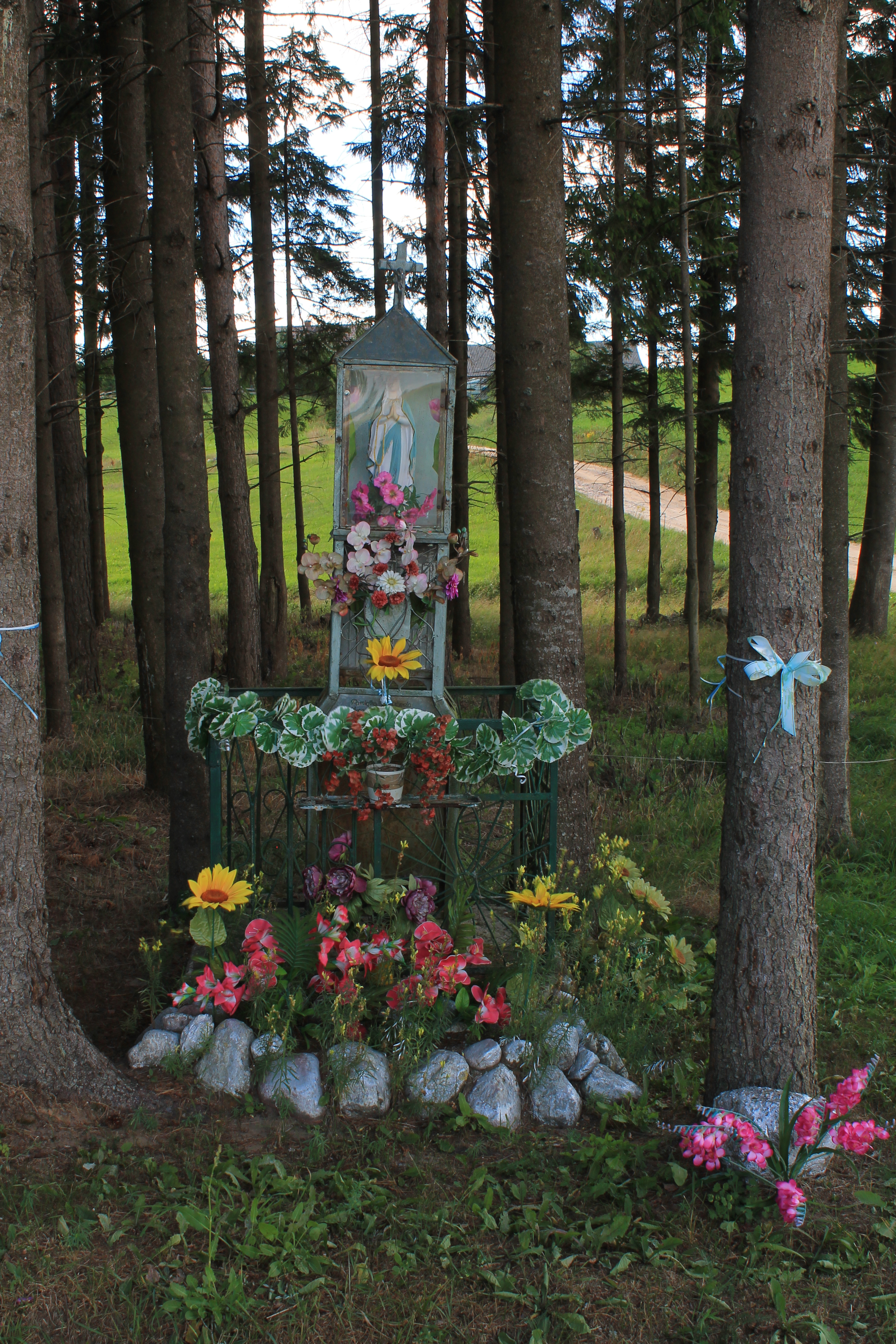
Kapliczka przydrożna
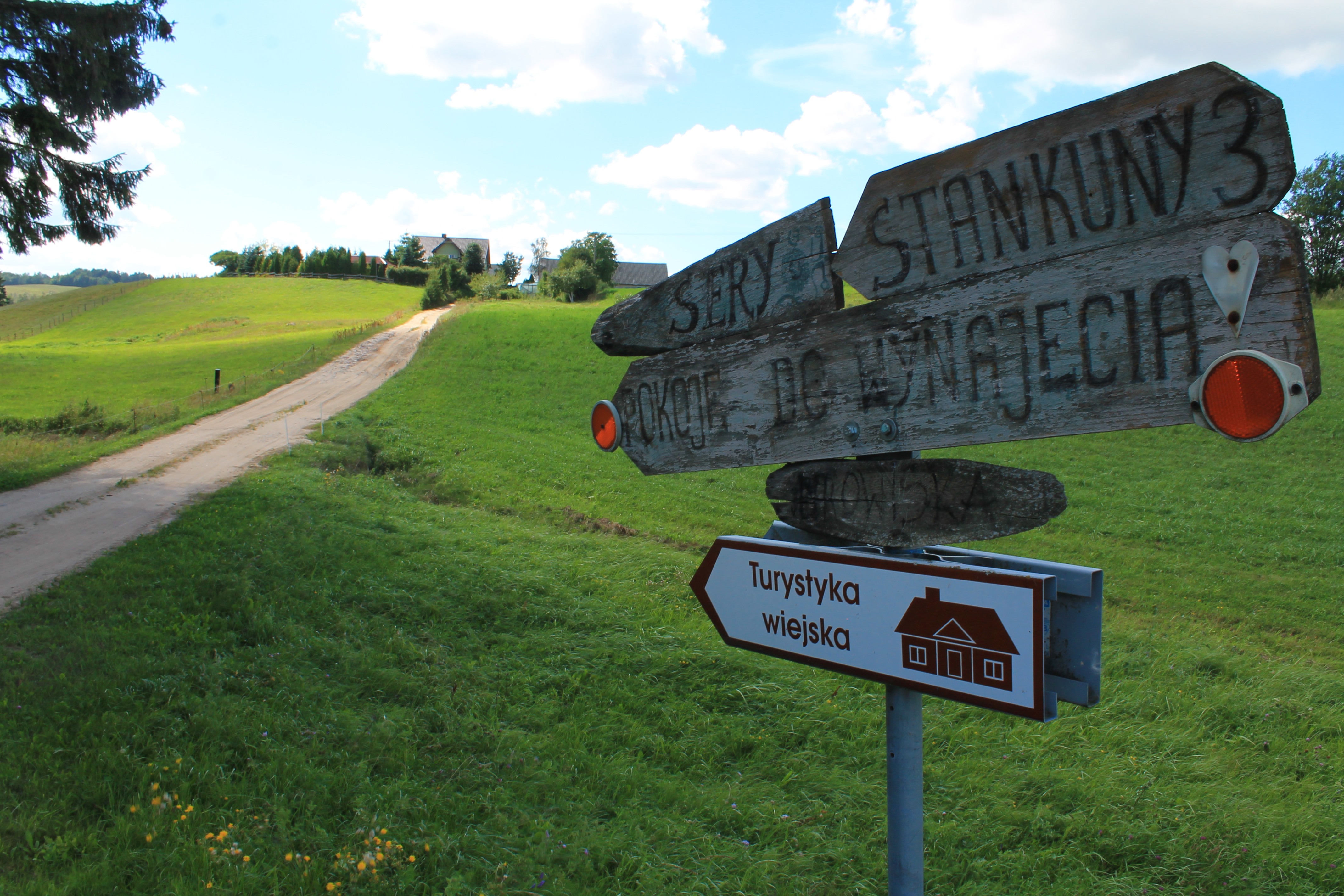
Tabliczki informujące o agroturystyce